# Xyloolaena humbertii
Xyloolaena humbertii là một loài thực vật có hoa trong họ Sarcolaenaceae. Loài này được Cavaco miêu tả khoa học đầu tiên năm 1950.